# Urobatis halleri
La pastinaca di Haller (Urobatis halleri)  è un pesce cartilagineo della famiglia Urotrygonidae.

## Distribuzione e habitat
Questa specie è presente nell'Oceano Pacifico nord-orientale tra la California e Panama.
Frequenta fondali sabbiosi o fangosi costieri nei pressi di spiagge e baie, talvolta nei pressi di scogliere o in praterie di Zostera. Di rado si incontra a profondità superiori a 15 metri.

## Descrizione
Le ampie pinne pettorali conferiscono un aspetto discoidale all'animale. La coda è piuttosto corta e porta una piccola pinna caudale all'estremità.
La colorazione è brunastra con numerose macchie chiare di vario aspetto e distribuzione, di solito aggregate in chiazze più grandi.
Le dimensioni non superano i 60 cm per un massimo di 1,3 kg di peso.

## Biologia

### Riproduzione
È vivipara, la femmina partorisce da 1 a 6 giovani ogni due anni. La gestazione dura 6 mesi.

### Alimentazione
Si nutre di piccoli pesci ed invertebrati bentonici.

## Pesca
Non viene pescata commercialmente ed è occasionale preda della pesca sportiva. Le carni non hanno nessun valore.

## Stato di conservazione
È considerata come specie a minor rischio perché non oggetto di una pesca specifica e soggetta solo a catture occasional con attrezzi messi in opera per altre specie. Le popolazioni della California e del Golfo di California sono abbondanti.